# 卢肯瓦尔德
卢肯瓦尔德（發音：[ˌlʊkn̩ˈvaldə] ⓘ；上，上索布語發音：[ˈwukɔfts]，下索布語發音：[ˈwukɔwts]）是德国勃兰登堡州泰尔托-弗莱明县的城市，也是泰尔托-弗莱明县的县治，面积46.61平方千米，2023年12月31日人口为21,000人。

## 友好城市
卢肯瓦尔德与以下城市结为友好城市：
- 法國 迪耶普
- 德国 巴特萨尔茨乌夫伦